# Zimne Zdroje (Starogard)
Pour les articles homonymes, voir Zimne Zdroje.
Zimne Zdroje est une localité polonaise de la gmina rurale de Osieczna située dans le powiat de Starogard en voïvodie de Poméranie. Elle se trouve à environ 31 kilomètres au sud-ouest de Starogard Gdański et 72 km au sud-est de la capitale régionale Gdańsk.

## Géographie

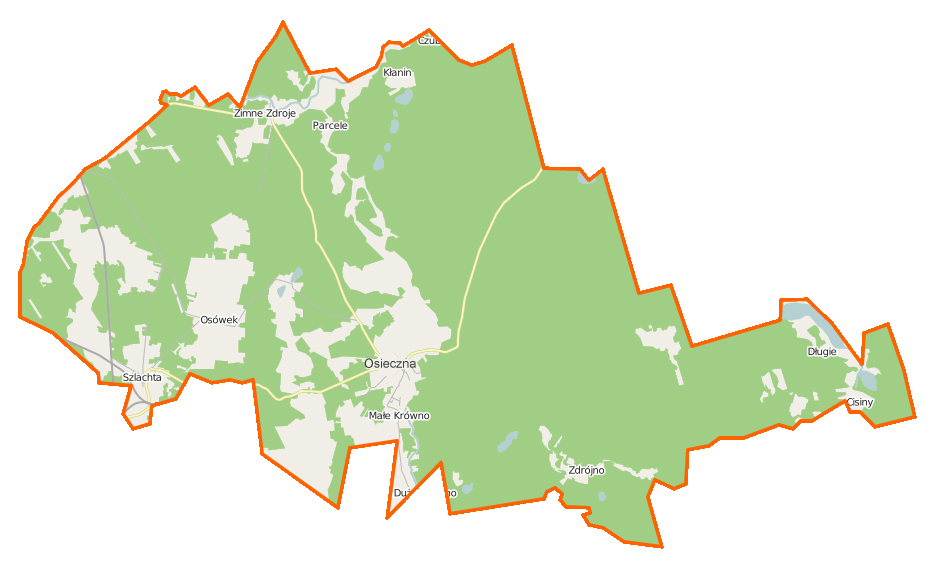
Carte de la gmina d'Osieczna.